# Quijas
Quijas es una localidad del municipio de Reocín (Cantabria, España). Está situado a 3 kilómetros de la capital municipal, Puente San Miguel y a 142 metros de altitud sobre el nivel del mar. En el año 2008 Quijas contaba con una población de 790 habitantes (INE).
Destaca del lugar, los dos yacimientos arqueológicos declarados Bien de Interés Cultural en 1997, la cueva de la Estación y de La Clotilde.
Cabe señalar también la torre medieval emplazada junto al palacio de los Bustamante, conjunto declarado Bien de Interés Cultural en el año 1982. Se trata de una torre construida con fines defensivos, dominando la vista del valle. Esta construcción, actualmente en ruinas, puede datar del siglo XV. Es de planta cuadrada y su estructura de sillarejo, en su origen constó de tres alturas.[cita requerida]
Quijas también cuenta con otra torre en el barrio de agüera cerca del pueblo de Barcenaciones y esa torre se usaba para comunicarse con la otra. Sólo queda una pequeña pared de ella.[cita requerida]
También hay otra torre en el barrio de vinueva. Esta torre en particular está entera salvo el techo y se comunicaba con la de agüera y la del palacio de bustamante.[cita requerida]